# シドニーマラソン
シドニーマラソン（英語: Sydney Marathon）は、毎年8月ないし9月の日曜日に、オーストラリアニューサウスウェールズ州シドニーで開催される、ワールドアスレティックスプラチナラベルのマラソン大会であり、2024年にワールドマラソンメジャーズに追加された。2000年シドニーオリンピックを記念して翌年創設。

## コース
当初は五輪と同じコースだったが、2010年から平坦なコースとなった。

## 歴代優勝者
Key:        Course record
| Year | Athlete                | Nationality | Time    | Athlete                | Nationality | Time    |
| Year | Male                   | Male        | Male    | Female                 | Female      | Female  |
| ---- | ---------------------- | ----------- | ------- | ---------------------- | ----------- | ------- |
| 2024 | ブライミン・キプコリル | ケニア      | 2:06:18 | ウォルケネシュ・エデサ | エチオピア  | 2:21:41 |